# Col de Peuterey
Il Col de Peuterey  è un colle delle Alpi Graie a 3934 metri di quota.

## Descrizione
Il valico si trova nel Massiccio del Monte Bianco e permette il passaggio dal Bacino glaciale del Freney e quello della Brenva e costituisce un passaggio obbligato della Cresta di Peuterey.
Nel Luglio del 1961 Walter Bonatti e i suoi compagni vi bivaccarono per poi il giorno dopo tentare la ritirata dal Pilone Centrale del Freney verso il Rifugio Monzino.